# Fist of Legend
Pour plus de détails, voir Fiche technique et Distribution.
Fist of Legend (chinois : 《精武英雄》; pinyin : Jīng Wǔ Yīngxióng ; Hero of Jing Wu) est un film hongkongais réalisé par Gordon Chan, avec Jet Li en acteur principal, sorti le 22 décembre 1994. Il est dirigé par Gordon Chan et chorégraphié par Yuen Woo-ping. Ce film est une adaptation du film de Bruce Lee sorti en 1972, La Fureur de vaincre (Jing wu men, Fist of Fury) de Lo Wei. Le film prend place à Shanghaï en 1914 au début de la Première Guerre mondiale, dans la concession britannique de la ville.
Le film suit les aventures de Chen Zhen (陳真) (Jet Li), dans sa quête pour retrouver les tueurs de son maître, Huo Yuanjia.
Malgré les chiffres décevants au box-office[réf. nécessaire], Fist of Legend est considéré par Emrik Gouneau et Léonard Amara comme l'un des meilleurs films de Jet Li.

## Synopsis
Chen Zhen (Jet Li) assiste à un cours à l'université de Kyoto, lorsque plusieurs étudiants japonais du clan Kokuryu font irruption dans la salle et le forcent à sortir à cause de ses origines chinoises. Mitsuko Yamada (Shinobu Nakayama), sa camarade de classe secrètement amoureuse de lui, ainsi que son professeur prennent sa défense. Les étudiants finissent par en venir aux mains, mais Chen Zhen les domine facilement avec différentes techniques de Chin Na. Le maître du clan Kokuryu et oncle de Mitsuko, Funakoshi Fumio (Yasuaki Kurata), arrive pour calmer la situation et s'excuse pour le comportement de ses élèves. Fumio est impressionné par les talents de Chen, et en apprenant les origines de son art, l'informe que son maître, Huo Yuanjia, est mort des suites d'un combat contre un maître karatéka japonais. Chen, dévasté par la nouvelle, décide de repartir immédiatement pour Shanghai.
En revenant à l'école Jingwu, il apprend que Huo Ting'en (son ami d'enfance et fils de Huo Yuanjia) est devenu le nouveau maître de Jingwu. Après avoir présenté ses hommages à feu son maître, Chen décide d'aller au dôjô pour défier Ryoichi Akutagawa, le maître qui a vaincu Yuanjia. Les élèves présents tentent de le faire partir, mais Chen les domine aisément jusqu'à l'arrivée d'Akutagawa, qui accepte honorablement le défi de Chen, avant de perdre facilement face à lui. Il en conclut que Akutagawa n'avait pas le niveau pour vaincre son maître et pose des soupçons de triche lors du combat. Le soir même, Chen fait exhumer le corps de son maître pour une autopsie, allant à l'encontre de la volonté de Ting'en et des autres membres de Jingwu; le médecin présent avec eux révèle que Huo Yuanjia a été empoisonné avant son dernier combat. Plusieurs jours après, la nouvelle de la défaite d'Akutagawa se répand et Chen Zhen devient rapidement célèbre. Les élèves de Jingwu veulent tout apprendre de lui, ce que Ting'en voit d'un mauvais œil. Il ne dit rien cependant, et trouve du réconfort dans un bordel auprès de la prostituée Rose (Ada Choi)
Entre-temps, Akutagawa confronte Fujita (Billy Chow), le général de l'armée impériale japonaise, sur les circonstances de sa victoire contre Huo Yuanjia, et Fujita confirme son implication dans l'empoisonnement du maître chinois. Akutagawa, se sentant déshonoré, se met en colère, mais le général le tue brutalement sous les yeux de l'ambassadeur japonais, et fait accuser Chen Zhen du meurtre. Le lendemain, ce sont des élèves furieux qui crient vengeant et attaquent l'école de Jingwu, sabre à la main. Jingwu devient alors le théâtre d'un violent affrontement que la police locale viendra arrêter. Chen est placé en détention puis jugé au tribunal le lendemain pour le meurtre d'Akutagawa. Plusieurs personnes fourniront de faux témoignages à charge, mais la Cour rejette les témoignages de la défense, craignant que des témoins chinois ne couvrent l'accusé. C'est contre toute attente Mitsuko qui se présente, et qui innocente Chen Zhen en déclarant qu'ils ont passé la nuit ensemble le soir du meurtre. La Cour déclare le non-lieu, mais sa relation avec Mitsuko fait scandale à Jingwu, les chinois percevant cela comme une trahison. Ting'en ainsi que les seniors de l'école exigent que Chen choisisse entre faire partir Mitsuko, ou bien quitter l'école avec elle, et Ting'en saisit l'occasion pour régler ses comptes avec Chen pour le rang de maître dans un combat singulier. Mis en difficulté alors qu'il retient ses coups, Chen finit par le vaincre sans enthousiasme, mais décide de partir avec Mitsuko. Ting'en, humilié, abandonne son poste de maître avant de partir rejoindre sa bien-aimée. Les membres de Jingwu finissent par le retrouver, quelques jours plus tard grâce à Rose, et après l'avoir fait entendre raison, réussissent à le faire revenir.
Chen Zhen et Mitsuko font face à l'hostilité locale à cause de leur relation, et sont amenés à s'installer dans une vieille cabane près de la tombe de Huo Yuanjia. Quelques jours après, Funikoshi arrive au Japon sur demande du général Fujita, afin d'éliminer Chen. Les deux s'engagent dans un duel équitable les yeux bandés, que Fumio remporte, déclarant le match nul. Ce dernier reconnaît la force de Chen, lui dit qu'il le sera encore plus s'il apprend à s'adapter à son adversaire, et l'avertit également des folles intentions et de la force meurtrière de Fujita. Quelques jours après, Ting'en, qui a reçu une lettre de défi de Fujita, rend visite à son ami Chen, s'excuse de son comportement envers Mitsuko, puis en profite pour lui apprendre plusieurs techniques de la boxe Huo. Mitsuko en profite pour quitter secrètement les lieux, laissant à Chen Zhen une lettre lui disant qu'elle l'attendra au Japon une fois l'armée japonaise partie de Chine.
Le lendemain, Chen et Ting'en se rendent au dôjô pour affronter le général, qui leur révèle que le traître qui a empoisonné leur maître fait partie de l'école de Jingwu. Ce dernier est abattu froidement par le général pour clore définitivement l'histoire de l'empoisonnement.
Ting'en affronte en premier le général, qui s'avère être extrêmement puissant et résistant aux coups, et finit sérieusement blessé. Chen prend le relais et s'engage dans un combat long et épuisant qui se solde par sa victoire. Alors que Chen et Ting'en s'apprêtent à partir, Fujita se relève et se prépare à les tuer avec un katana, mais Ting'en s'interpose, se blessant au bras, et Chen se voit contraint de tuer le général. Les soldats japonais les encerclent et se préparent à faire feu, mais le pacifique ambassadeur japonais ordonne aux soldats de se retirer. Malgré son accord sur les actions de Chen, il les prévient que le gouvernement japonais utilisera la mort du général Fujita pour déclarer la guerre à la Chine, à moins que le meurtrier soit tué en compensation. Chen accepte de porter le chapeau, forçant encore l'admiration de l'ambassadeur.
Les dernières scènes montrent que l'ambassadeur, au lieu d'ordonner l'exécution de Chen Zhen, a mis en scène une fausse exécution et utilisé le corps du traître de Jingwu en guise de preuve. Chen Zhen en profite pour quitter secrètement Shanghai.

## Fiche technique
- Titre : Fist of Legend
- Titre original : Jing wu ying xiong (新武英雄)
- Réalisation : Gordon Chan
- Scénario : Gordon Chan
- Production : Jet Li et Lam Chui-yin
- Musique : Joseph Koo (Stephen Edwards dans la version US)
- Photographie : Derek Wan
- Montage : Chan Ki-hop
- Chorégraphie : Yuen Woo-ping
- Distribution :  Metropolitan Filmexport
- Pays d'origine :  Hong Kong
- Langues de tournage : anglais, japonais et cantonais
- Format : couleurs - 1,85:1 - mono - 35 mm
- Genre : Action
- Durée : 103 minutes
- Dates de sortie : 22 décembre 1994 (Hong Kong), 13 juin 2001 (France)

## Distribution
- Jet Li (VF : Pierre-François Pistorio) : Chen Zhen
- Chin Siu-ho (VF : Alexandre Gillet) : Huo Ting-An
- Shinobu Nakayama (VF : Marie-Eugénie Maréchal) : Mitsuko Yamada
- Yasuaki Kurata (VF : Pierre Dourlens) : Funakochi Fumio
- Billy Chow : Général Fujita
- Paul Chiang : Oncle Nang
- Yuen Cheung-yan (VF : Michel Tureau) : Capitaine Jie
- Toshimichi Takahashi : Ambassadeur du Japon
- Tam Suk Mui (VF : Catherine Hamilty) : Wei
- Jackson Liu (VF : Constantin Pappas) : Akutagawa Ryuichi
- Ada Choi (VF : Karine Foviau) : Rose
- Wong San (VF : Yves Barsacq) : Le cuisinier de l'école de Jingwu Mun
- Yuen Shun-yee : Ngai

## Box-office
- Hong Kong : 14 785 382 $ HK[2]
- France : 301 613 entrées[3]

## Récompenses
- Nomination au prix des meilleures chorégraphies (Yuen Woo-ping), lors des Hong Kong Film Awards 1995.

## Voir également